# Баронин, Анатолий Викторович
Анатолий Викторович Баронин (1932—2019) — советский разведчик и резидент, добывший пробы с вирусом геморрагической лихорадки Ласса. Полковник внешней разведки. Профессор  Института СВР Украины.

## Биография
Родился 31 августа 1932 года в Москве в семье сотрудника госбезопасности.
Окончил экономический факультет вуза (1957) и получил направление в Молдавию. Там в 1959 году поступил на службу в органы госбезопасности.
С 1961 г. служил в Первом главном управлении КГБ СССР.
Несколько лет был за границей резидентом советской внешней разведки, в том числе в Гане, Нигерии и Либерии. Будучи резидентом в Нигерии (1968—1971), добыл образцы крови больных геморрагической лихорадкой Ласса и организовал их отправку в Москву.
В 1984—1986 гг. в центральном аппарате внешней разведки в Москве. С 1986 г. зам. начальника Украинского отделения ПГУ.
В 1991 г. в звании полковника вышел в отставку. С 1993 г. преподавал в академии Службы внешней разведки Украины, профессор.
Умер в Киеве 29 июля 2019 года.
Награждён орденом Данилы Галицкого (2007).